# 姫路市立船津小学校
姫路市立船津小学校（ひめじしりつ ふなつしょうがっこう）は、兵庫県姫路市船津町に所在する公立小学校。

## 沿革
- 1876年（明治9年）1月11日 - 上野村立茅茄小学校、御立村立名達小学校、仁色村立成章小学校が合併し、先進学校を創立。
- 1892年（明治25年）8月 - 船津尋常小学校と改称。
- 1904年（明治37年）4月 - 船津尋常高等小学校と改称。
- 1941年（昭和16年）4月 - 船津国民学校と改称。
- 1947年（昭和22年）4月1日 - 船津村立船津小学校と改称。
- 1956年（昭和31年）4月3日 - 神南町の発足に伴い、神南町立船津小学校と改称。
- 1958年（昭和33年）1月1日 - 神南町が姫路市に編入され、姫路市立船津小学校と改称。[1]。

## 通学区域
- 船津町[2]

※卒業後は基本的に姫路市立神南中学校に進学する。

## 通学区域が隣接している学校
- 姫路市立山田小学校
- 姫路市立豊富小中学校
- 姫路市立香呂小学校
- 姫路市立中寺小学校
- 福崎町立田原小学校
- 福崎町立八千種小学校